# Xi’an (köpinghuvudort i Kina, Liaoning Sheng, lat 40,92, long 122,23)
Xi'an är en köpinghuvudort i Kina. Den ligger i provinsen Liaoning, i den nordöstra delen av landet, omkring 140 kilometer sydväst om provinshuvudstaden Shenyang. Antalet invånare är 24 771. Befolkningen består av 12 187 kvinnor och 12 584 män. Barn under 15 år utgör 13,0 %, vuxna 15-64 år 77 %, och äldre över 65 år 8,0 %.
Runt Xi'an är det tätbefolkat, med 493 invånare per kvadratkilometer. Närmaste större samhälle är Qikou, 17,5 km öster om Xi'an. Omgivningarna runt Xi'an är en mosaik av jordbruksmark och naturlig växtlighet.
Genomsnittlig årsnederbörd är 870 millimeter. Den regnigaste månaden är juli, med i genomsnitt 212 mm nederbörd, och den torraste är januari, med 8 mm nederbörd.